# Phyllonorycter fiumella
Phyllonorycter fiumella is een vlinder uit de familie mineermotten (Gracillariidae). De wetenschappelijke naam is voor het eerst geldig gepubliceerd in 1910 door Krone.
De soort komt voor in Europa.